# 入田瓦窯跡
座標: 北緯34度03分10.3秒 東経134度27分27.4秒 / 北緯34.052861度 東経134.457611度
入田瓦窯跡（にゅうたがようあと）は、徳島県徳島市入田町にある窯跡の遺跡。「入田の瓦窯跡（内ノ御田瓦窯跡）」の名称で徳島県指定史跡に指定されている。

## 概要
内御田窯跡群の中のひとつであり、気延山南の東斜面にある。奈良時代に屋根瓦を焼いた窯跡で、外に須恵器も焼かれている。18段の小さい段状の燃焼部と煙出し部分が確認されているが、燃料を燃やす焚き口部分は残っていない。全長10メートル、幅1.3メートル、勾配45度の瓦窯様式である。
軒丸瓦と軒平瓦が出土しており、阿波国分寺跡・阿波国分尼寺跡・石井廃寺跡などで見つかっていることから、これらの寺院へ瓦を供給するために造られた窯であることが判明している。第二次世界大戦後に偶然発見され、1968年（昭和43年）に発掘調査が行われた。
1953年（昭和28年）7月21日に徳島県指定史跡となる。

## 交通
- 徳島県道123号神山国府線を南へ進み、阿波史跡公園を過ぎて気延山沿いに進む。

## 関連文献
- 徳島県博物館『徳島市入田町入田瓦窯跡調査概報・徳島県那賀郡古屋岩蔭遺跡調査概報』徳島県博物館建設記念学術奨励基金運用委員会、1969年。doi:10.24484/sitereports.90070。 NCID BA91280366。